# Avira
Avira is een Duits antivirussoftwarebedrijf, met hoofdkantoor in het Zuid-Duitse stadje Tettnang, bij het Bodenmeer. De antivirusapplicaties van het bedrijf zijn gebaseerd op de AntiVir-antivirusengine, waarvan de eerste applicatie in 1988 op de markt verscheen. Destijds heette het nog H+BEDV Datentechnik GmbH. Het antivirusprogramma Avira Free Antivirus is het bekendste en populairste product van het bedrijf omdat het gratis is voor particulier gebruik.

## Software
Alle applicaties van het bedrijf:
- Avira Free Antivirus - een voor particulier gebruik gratis antivirusprogramma. Het scant discs op zoek naar virussen en draait op de achtergrond om elk geopend en gesloten bestand te controleren. Standaard controleert het programma elke dag of er een nieuwe update met nieuwe virussen beschikbaar is. Sinds 2007 kan het programma ook rootkits detecteren en verwijderen.
- Avira Antivirus Premium - een betaald programma van het bedrijf. Naast de opties van de gratis versie heeft het als voordeel dat het ook adware en spyware detecteert, de internetupdates gaan sneller vanwege een exclusieve downloadserver en het kan e-mailberichten die zijn binnengekomen via POP3 controleren op virussen.
- Avira Internetsecurity - deze bevat dezelfde opties als de standaard Premium versie, alleen is er hier ook een firewall, parental control, back-up functie en gamemode aanwezig.
- AntiVir Workstation - een antivirusprogramma voor bedrijven. Dit programma kan ook de computers in een heel netwerk controleren op virussen.
- AntiVir Mobile - een antivirusprogramma voor PocketPC's en smartphones.

## Certificaten
Avira heeft ook enkele certificaten verkregen. Zo is het voor de tweede keer op rij verkozen tot software van het jaar in de categorie beveiliging.
Ook was Avira een van de eerste bedrijven die de OESIS OK gouden certificatie verkreeg.
Ten slotte verkreeg Avira de VB100-awards, waarvan de laatste dateert van april 2011.